# Het geuzenboek
Het geuzenboek is de postuum, in 1979 verschenen, laatste roman van de Vlaamse schrijver Louis Paul Boon.

## Geschiedenis
Op 10 mei 1979 overleed Louis Paul Boon. Hij had toen net dit derde deel van de trilogie voltooid over, zoals de uitgave zelf aangeeft, "de sociale ontwikkelingen in Aalst en Vlaanderen" en die begonnen was met Pieter Daens en daarna De zwarte hand.
Het Geuzenboek gaat over de bos- en watergeuzen in de 16e eeuw in de Nederlanden. Het is derhalve een historische roman die aandacht besteedt aan de strijd van de Zuidelijke 'Nederlanders' tegen de Spanjaarden.

### Uitgave

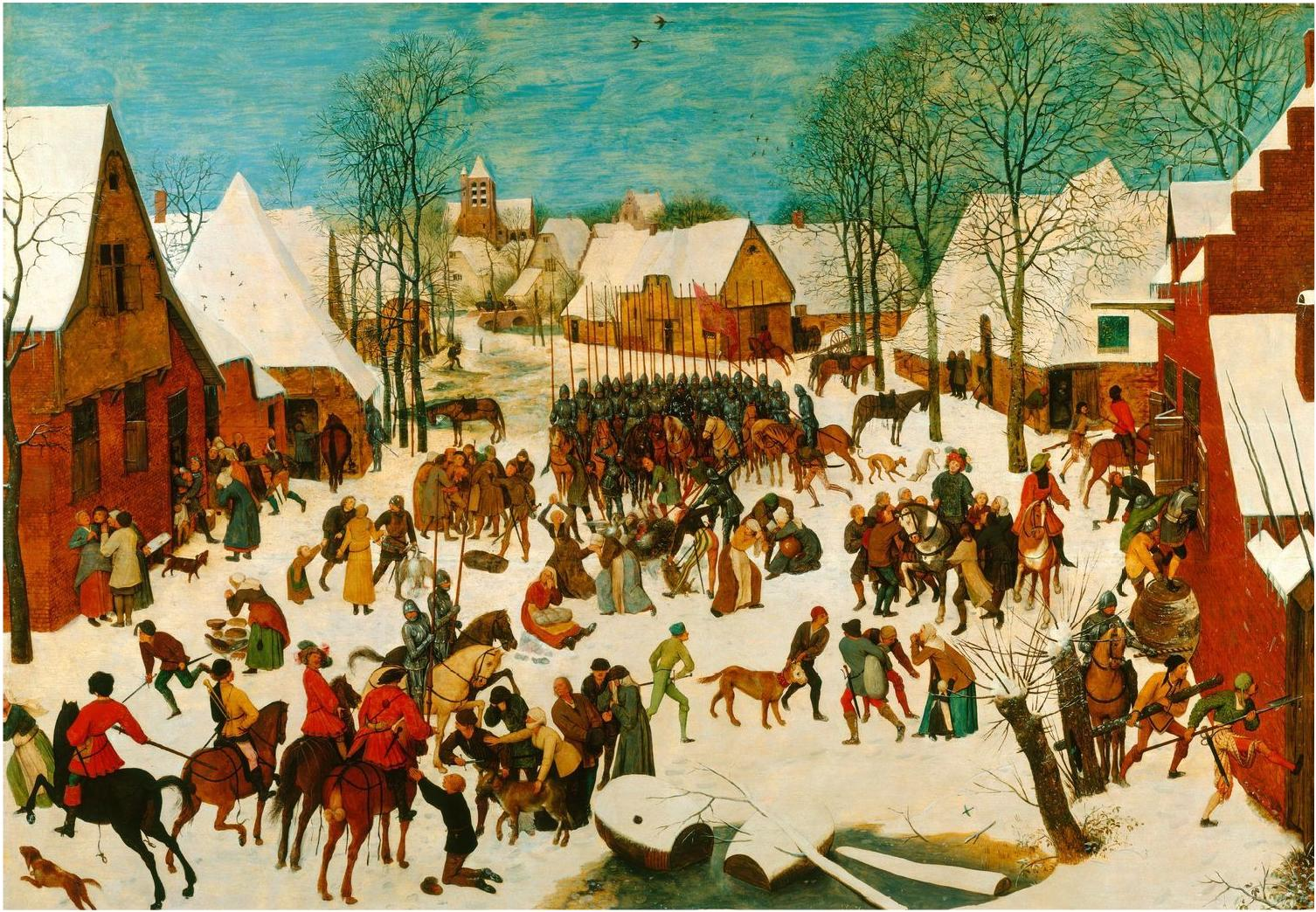
De moord op de onnozele kinderen (1565-1567) van Pieter Bruegel de Oude.

Deze historische roman verscheen in het najaar van 1979 bij uitgeverij Querido te Amsterdam. Het omslag, ontworpen door Joost van de Woestijne, gaf een deel van het schilderij De moord op de onnozele kinderen van Pieter Bruegel de Oude weer. Het boek heeft als motto een citaat naar Tijl Uilenspiegel van Charles De Coster.
In de inleiding geeft Boon aan dat hij vooral gebruikgemaakt heeft van het werk De opkomst van de Nederlandse Republiek van John Lothrop Morley en Het Hongerjaar 1566 van Erich Kuttner. Maar ook werken van tijdgenoten Marcus Van Vaernewijck en van Bernardus De Jonghe gebruikte hij voor deze roman. Boon besluit zijn "Woord vooraf" met de woorden:
"Zo wil dit Geuzenboek dan een soort bijbel zijn, waarin vastgelegd werd hoe de vromen en rechtzinnigen konden uitgeroeid [worden] door heerszuchtigen die het woord van Christus tot een godslasterlijk woord maakten, en in zijn naam duizenden en duizenden ombrachten door vuur en water, door strop en zwaard".
De roman is verdeeld in vier boeken en sluit af op pagina's 706-707 met een vermelding van de door Boon gebruikte bronnen.
Boon  publiceerde onder de titel Jan Camerlinck en de Bosgeuzen in 1567 een voorpublicatie in Maatstaf 27 (1979) 1, p. 1-13.

## Insteek auteur
Schrijver verwondert zich het hele boek door waarom juist de Vlaamse Geuzen werden verslagen. De noordelijke Geuzen maakten wellicht beter gebruik van inundaties, maar het beeld beklijft dat Spanje er gewoon op uit was om ten minste de Zuidelijke Nederlanden te behouden. Hierdoor verdwenen zij ook voor een groot deel uit de geschiedschrijving van de Tachtigjarige Oorlog, die honderdduizenden slachtoffers maakte.